# Jon Brockman
Jonathan Rodney Brockman (* 20. März 1987 in Snohomish, Washington) ist ein ehemaliger US-amerikanischer Basketballspieler. Nach seinem Studium begann er eine professionelle Karriere in der am höchsten dotierten Profiliga NBA. Nach insgesamt drei Jahren bei den Sacramento Kings und den Milwaukee Bucks setzte Brockman seine Karriere ab 2012 in Europa fort. Nach zwei Jahren in der französischen LNB Pro A spielte er zwei Jahre lang in der Basketball-Bundesliga für den deutschen Erstligisten MHP Riesen Ludwigsburg. Wie in seiner ersten europäischen Saison war der für einen Frontcourt-Spieler eher kurz geratene Brockman auch in der höchsten deutschen Spielklasse 2015 dank seiner Kraft und Übersicht der mit Abstand beste Rebounder.

## Karriere

### Jugend und College
Bereits während seiner Schulzeit konnte Brockman als Basketballspieler auf sich aufmerksam machen und wurde in seinem Abschlussjahr 2005 zum McDonald’s All-American Game der landesweit 24 besten Schüler eingeladen. Zum Studium bekam Brockman ein Stipendium in der „Heimat“ an der University of Washington in Seattle, wo er für die Hochschulmannschaft Huskies in der damaligen Pacific-10 Conference (Pac-10) der NCAA spielte. Die Huskies verpassten jedoch in der aktiven Zeit von Brockman weitere Erfolge. 
Nachdem die Huskies in Brockmans Freshman-Jahr 2006 in der landesweiten NCAA-Endrunde das Achtelfinale Sweet Sixteen gegen die topgesetzten Namensvettern der University of Connecticut erst nach Verlängerung verloren hatten, konnte sich Brockman zusammen mit seinen Mannschaftskameraden Justin Dentmon und Isaiah Thomas erst in seiner letzten Collegesaison 2009 mit der besten Saisonbilanz aller Pac-10-Mannschaften wieder für die NCAA-Endrunde qualifizieren. Zum Abschluss seiner Collegekarriere verlor Brockman mit den Huskies jedoch bereits das Zweitrundenspiel gegen die Boilermakers der Purdue University knapp mit zwei Punkten Unterschied.
In seiner NCAA-Karriere erzielte Brockman 1.805 Punkte und sehr starke 1.283 Rebounds, was im Durchschnitt knapp 14 Punkten und 9,8 Rebounds pro Spiel entsprach. Damit verpasste er nur knapp ein Double-double über seine Gesamt-Laufbahn, welches er in seinen letzten beiden College-Spielzeiten erreichen konnte. Mit diesen Werten gehörte der mit 2,01 m für einen Frontcourt-Spieler eher klein geratene Spieler zweimal hintereinander zu den zehn besten Reboundern der NCAA Division I. 

### Profikarriere
Mit diesen Leistungen konnte er auch die Klubs der am höchsten dotierten Profiliga NBA überzeugen, so dass Brockman im NBA-Draft 2009 von den Portland Trail Blazers an 38. Position ausgewählt wurde. Noch am Tag des Entry Drafts reichten die Trail Blazers die Rechte an Brockman zusammen mit Sergio Rodríguez an die Sacramento Kings weiter für die Rechte an Jeff Ayres.
Bei den Kings erreichte Brockman in seiner Debütsaison in der NBA 2009/10 in 52 Einsätzen durchschnittlich bei vier Rebounds gut zwei Punkte in zwölf Minuten Einsatzzeit pro Spiel. Im Sommer 2010 tauschten die Kings, die erneut die Play-offs um die Meisterschaft verpasst hatten, Brockman gegen Darnell Jackson und einen Draft-Pick ein, mit dem sie 2011 passenderweise Brockmans früheren Mannschaftskameraden Isaiah Thomas auswählten. Bei den Milwaukee Bucks nahmen Brockmans Spielanteile dann jedoch zunehmend ab. Nach knapp elf Minuten pro Spiel in 63 Partien der NBA 2010/11 kam er in 35 Einsätzen der verkürzten NBA 2011/12 nur auf weniger als sieben Minuten durchschnittliche Einsatzzeit. Zudem verpassten die Bucks zweimal in Folge die Play-offs. Nach einem Spielertausch, der Brockman zu den Houston Rockets brachte, wurde dieser wenige Tage vor Beginn der Saison 2012/13 von den Texanern aus seinem Vertrag entlassen. Damit war Brockmans NBA-Karriere vorerst beendet. Insbesondere während seiner NBA-Zeit unterhielt er als Brockness Trickshot Monster seine Fangemeinde, die auf über 3.000 „Follower“ bei Twitter anwuchs, mit Videos zu Kunstwürfen.
Nach dem Beginn der Saison 2012/13 schloss sich Brockman in Frankreich dem Erstliga-Rückkehrer und Traditionsverein Cercle Saint-Pierre aus Limoges an. Im Unterschied zum Aufstieg zwei Jahre zuvor konnte der Verein aus dem Zentralmassiv den direkten Wiederabstieg verhindern und erreichte auf dem 13. Platz den Klassenerhalt unter anderem dank eines durchschnittlichen Double-Doubles von Brockman von elf Punkten und 10,6 Rebounds pro Spiel. In der folgenden Saison erreichte der Club gar seine zehnte Meisterschaft, doch Brockman war zum Ligakonkurrenten Élan Sportif nach Chalon-sur-Saône gewechselt. Mit dem Meister von 2012 aus dem Burgund schied Brockman als Hauptrundenachter in der ersten Play-off-Runde gegen den Strasbourg IG aus. Bei verringerter Spielzeit konnte Brockman zwar seine Trefferquote auf knapp 60 % steigern, verpasste aber ein erneutes Double-double in der höchsten französischen Spielklasse LNB Pro A.
Erst nach dem Beginn der Saison 2014/15 unterschrieb Brockman einen Vertrag beim schwach gestarteten deutschen Erstligisten MHP Riesen aus Ludwigsburg. Zusammen mit seinem ebenfalls nachverpflichteten Landsmann D. J. Kennedy, der Topscorer der Liga wurde, konnte Brockman, der auf über zwölf Punkte und 9,8 Rebounds pro Spiel über die gesamte Saison kam, die Schwaben noch auf einen Play-off-Platz führen, wo man als Hauptrundenachter wie im Vorjahr in der ersten Runde gegen den späteren Titelgewinner ausschied. In den Play-offs der Basketball-Bundesliga 2014/15 konnten sich die Brose Baskets den Titel zurückholen. Brockman unterschrieb auch einen Vertrag für die darauffolgende Spielzeit in Ludwigsburg, der in der ehemaligen Residenz- und selbst ernannten Barockstadt den neuen Spitznamen „Barockman“ verpasst bekam.